# 法韦日-塞特内
法韦日-塞特内（法語：Faverges-Seythenex，法語發音：[favɛʁʒ sɛtne]）是法国上萨瓦省的一个市镇，位于该省南部，属于阿讷西区。

## 历史
法韦日-塞特内成立于2016年1月1日，由法韦日和塞特内两个市镇合并而成，前者为政府驻地。

## 地理
法韦日-塞特内（45°44'47"N, 6°17'43"E）面积59.27 平方千米，位于法国奥弗涅-罗讷-阿尔卑斯大区上萨瓦省，该省份为法国东部省份，历史上为薩伏依的一部分，北与瑞士接壤，西接安省，南至萨瓦省，东与瑞士和意大利接壤。
与法韦日-塞特内接壤的市镇（或旧市镇、城区）包括：梅屈里、杜萨尔、圣费雷奥勒、塔卢瓦尔-蒙曼、瓦勒德谢斯、普朗什里讷、雅尔西。
法韦日-塞特内的时区为UTC+01:00、UTC+02:00（夏令时）。

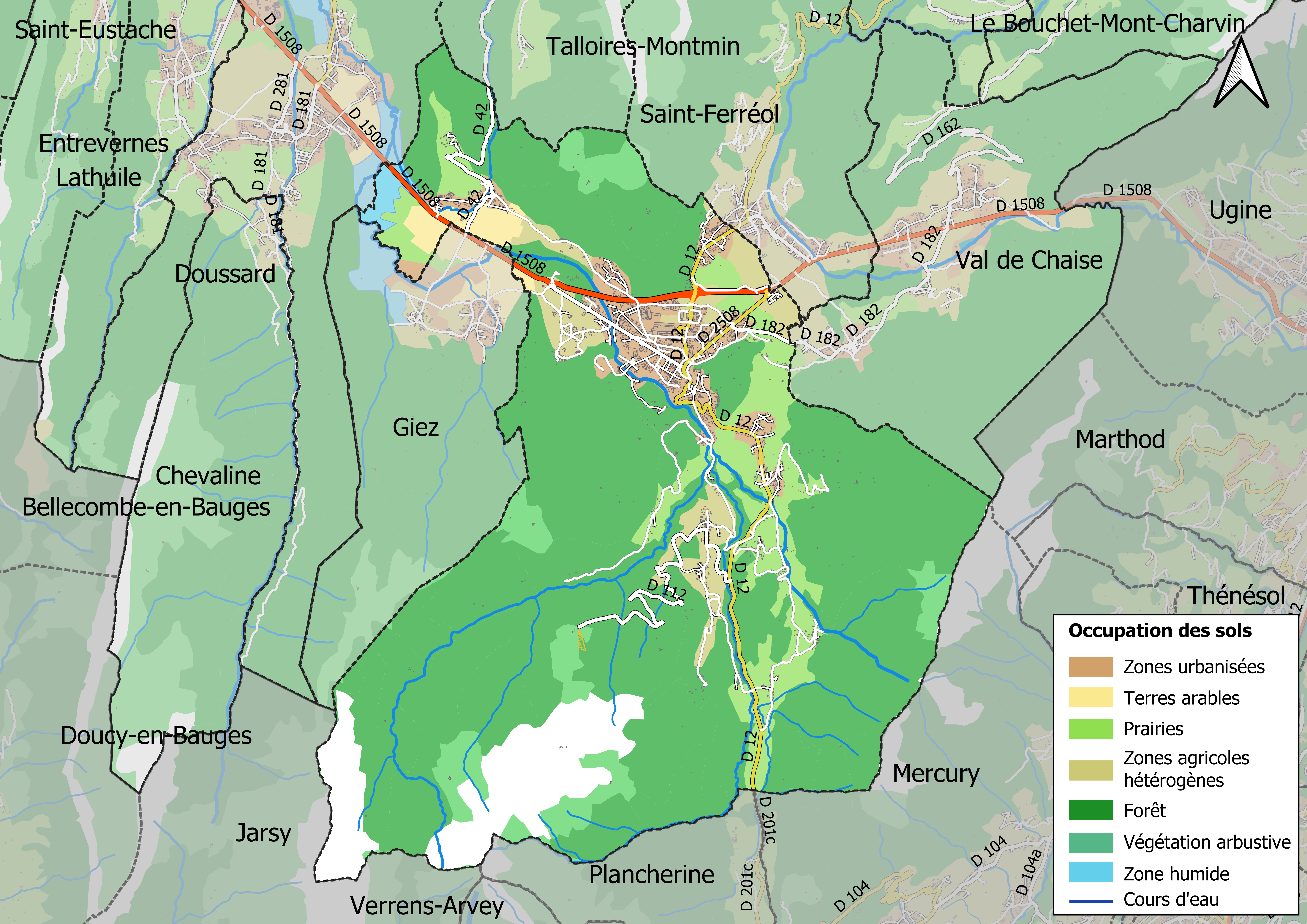
法韦日-塞特内的OSM定位图

## 行政
法韦日-塞特内的邮政编码为74210，INSEE市镇编码为74123。

## 政治
法韦日-塞特内所属的省级选区为法韦日-塞特内县。

## 人口
法韦日-塞特内于2022年1月1日时的人口数量为7540人。